# Drosophila neolacteicornis
Drosophila neolacteicornis este o specie de muște din genul Drosophila, familia Drosophilidae, descrisă de Hegde și Krishna în anul 1999. Conform Catalogue of Life specia Drosophila neolacteicornis nu are subspecii cunoscute.